# Clérey-sur-Brenon
Clérey-sur-Brenon település Franciaországban, Meurthe-et-Moselle megyében. Lakosainak száma 57 fő (2022. január 1.). Clérey-sur-Brenon Autrey, Ceintrey, Gerbécourt-et-Haplemont, Houdreville és Omelmont községekkel határos.

## Népesség
A település népességének változása:
| Lakosok száma | 70   | 59   | 49   | 65   | 69   | 74   | 67   | 63   | 59   | 57   |
|               | 1968 | 1982 | 1990 | 2006 | 2013 | 2015 | 2017 | 2019 | 2020 | 2022 |